# Ford Probe
Der Ford Probe ist ein Sportcoupé der Ford Motor Company. Er wurde von Sommer 1988 bis Herbst 1997 in Flat Rock, Michigan (USA), produziert.
Der englische Name bedeutet so viel wie „Raumsonde“ oder „Versuchsrakete“.
Im Herbst 1992 fand eine grundlegende Überarbeitung des Modells statt. Es wurde geplant, um die Lücke zwischen dem Ford Mustang und der restlichen Modellpalette zu schließen und sollte langfristig den Mustang ablösen.
Der Probe war ein Gemeinschaftsprojekt mit Mazda und basierte auf der Mazda GD-Plattform (1988–1992) bzw. der Mazda GE-Plattform (1992–1997). Er entsprach technisch weitgehend dem Mazda Capella C2 und war dem MX-6 ähnlich. Produziert wurde die erste Generation von der Mazda Motor Manufacturing USA Corp. Für die Produktion der zweiten Generation zeichnete die AutoAlliance International, Inc. verantwortlich.
Ab Herbst 1998 wurde der Ford Cougar als Nachfolger des Probe angeboten.

## Probe ’89 (1988–1992)
Im August 1988 begann die Produktion des ersten Ford Probe (intern: Probe '89), der Ende 1988 auf dem nordamerikanischen Markt eingeführt wurde.
In Deutschland wurde die erste Modellgeneration des Probe nicht offiziell eingeführt. Ford importierte jedoch ab Dezember 1990 eine Reihe von Fahrzeugen, die für den US-Markt vorgesehen waren. Diese wurden durch Einbau eines Getriebeölkühlers, Rückleuchten mit gelben Blinkern, Entfernung der dritten Bremsleuchte, Stilllegung des Tagfahrlichtes und den Anbau von Abschleppösen umgerüstet und von deutschen Ford-Händlern offiziell angeboten. Bei diesen Fahrzeugen handelte es sich ausschließlich um das Modell GT mit dem 2,2-Liter-Turbomotor, der 108 kW lieferte.

### Motorisierungen
| Modell                 | 2.2 GL/LX                                            | 2.2 GT Turbo                                         | 3.0 LX                                               |
| ---------------------- | ---------------------------------------------------- | ---------------------------------------------------- | ---------------------------------------------------- |
| Bauzeitraum            | 08/1988–09/1992                                      | 08/1988–09/1992                                      | 10/1990–09/1992                                      |
| Hubraum                | 2184 cm³                                             | 2184 cm³                                             | 2986 cm³                                             |
| Bauform/Zylinder       | R4                                                   | R4                                                   | V6 (Vulcan)                                          |
| Ventile                | 12                                                   | 12                                                   | 12                                                   |
| Leistung               | 85 kW (115 PS) bei 4700 min−1                        | 108 kW (147 PS) bei 4300 min−1                       | 104 kW (141 PS) bei 4800 min−1                       |
| Drehmoment             | 180 Nm bei 3000 min−1                                | 258 Nm bei 3500 min−1                                | 217 Nm bei 3000 min−1                                |
| Beschleunigung         |                                                      | 7,9 s                                                | 9,2 s                                                |
| Höchstgeschwindigkeit  | 180 km/h                                             | 225 km/h                                             | 209 km/h                                             |
| Kraftübertragung       | Frontantrieb (5-Gang-Handschaltung/4-Gang-Automatik) | Frontantrieb (5-Gang-Handschaltung/4-Gang-Automatik) | Frontantrieb (5-Gang-Handschaltung/4-Gang-Automatik) |
| Kraftstoffbehälter     | 57 l (davon ca. 8 l Reserve)                         | 57 l (davon ca. 8 l Reserve)                         | 57 l (davon ca. 8 l Reserve)                         |
| Verbrauch (Drittelmix) |                                                      |                                                      | 13,9 l                                               |
| Gewicht                | 1232 kg                                              | 1350 kg                                              | 1350 kg                                              |

### Ausstattung
Das Fahrzeug war serienmäßig mit einer geschwindigkeitsabhängigen Verstellung des Fahrwerks und der Servolenkung ausgestattet. In Deutschland war die Ausstattung deutlich umfangreicher: ABS, elektrische Fensterheber, Zentralverriegelung, elektrisch verstellbare Außenspiegel sowie elektrische Sicherheitsgurte gab es serienmäßig. Gegen Aufpreis war ein klapp- und herausnehmbares Glasdach, eine Klimaanlage und Metallic-Lackierung erhältlich.
Viele in Nordamerika angebotenen Extras gab es jedoch in Deutschland nicht, hierzu zählen Lederausstattung, eine dritte Bremsleuchte, ein Digital-Tacho, Bordcomputer mit VMM (Vehicle Maintenance Monitor, Wartungsanzeige), ein Tempomat und ein Premium-Sound-System, bestehend aus Doppel-DIN-Radio mit Kassette und CD, Verstärker und Subwoofer. Außerdem waren dort Türschlösser und Schminkspiegel beleuchtet, der Fahrersitz elektrisch verstellbar und die Klimaanlage elektrisch einstellbar. Das Fahrzeug war zudem mit einer komplett blauen oder roten Innenausstattung bestellbar.

### Farben
Der Probe wurde in Deutschland mit drei verschiedenen Uni-Lacken angeboten, in Weiß, Schwarz und Rio-Rot. Darüber hinaus gab es zwei verschiedene Metallic-Lackierungen: Hellgrau-Titanium und Dunkelgrau-Titanium. In den Vereinigten Staaten gab es darüber hinaus noch zahlreiche Farben zur Auswahl wie z. B. Midnight-Blue, Sahara-Gold, Türkis und Electric-Red.

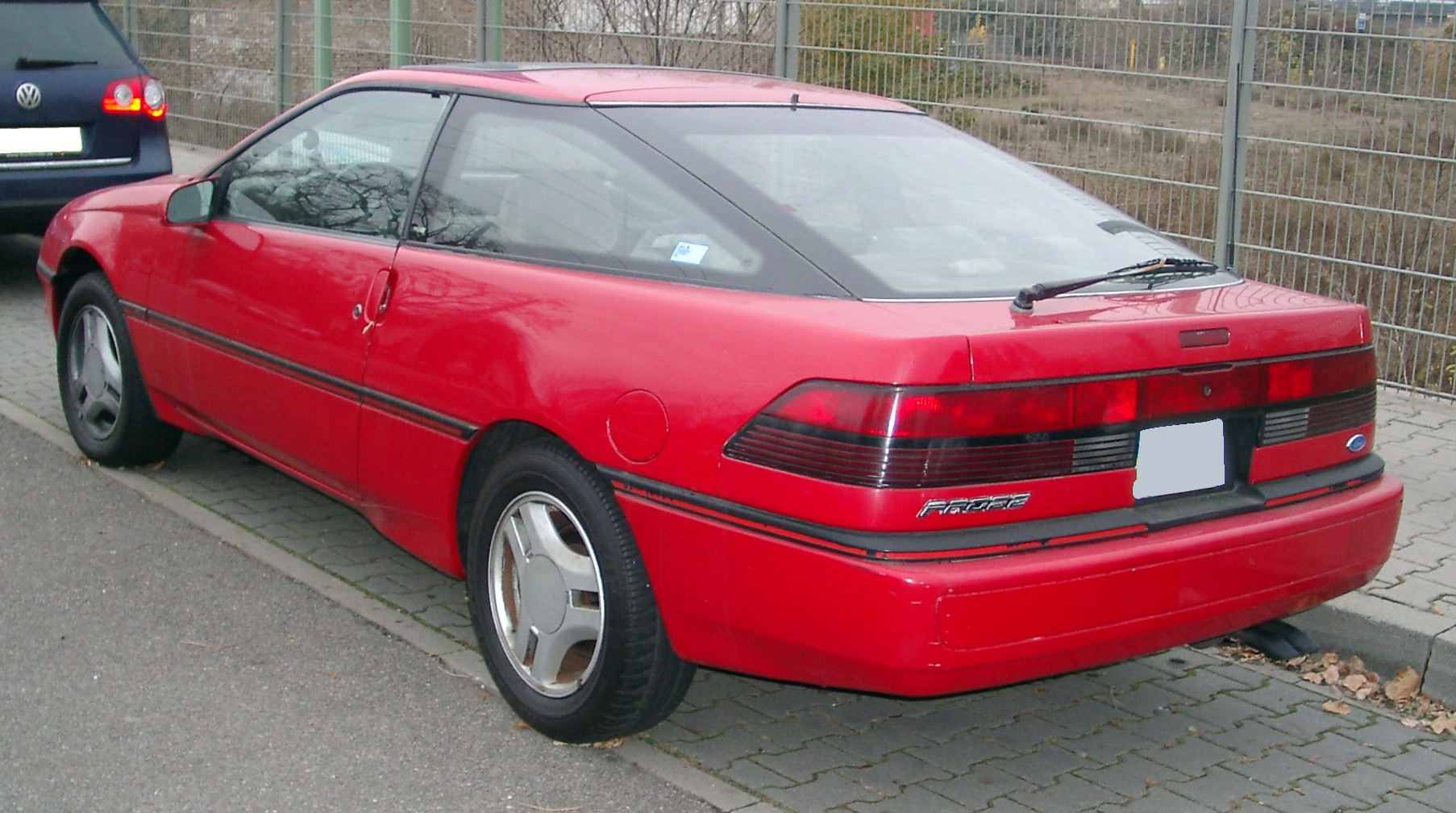
Heckansicht
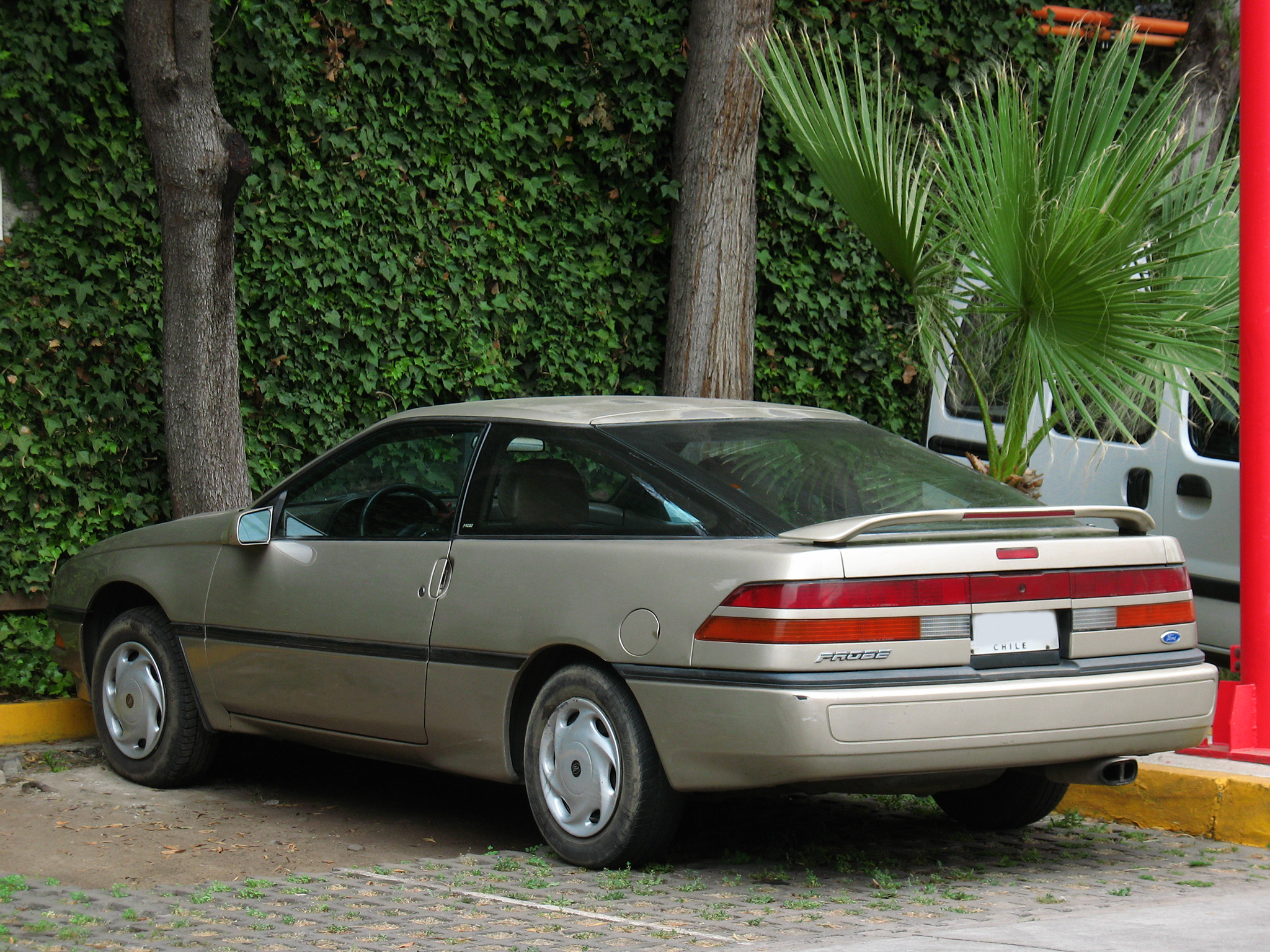
Probe 2.2 GL (Bj. 1989)
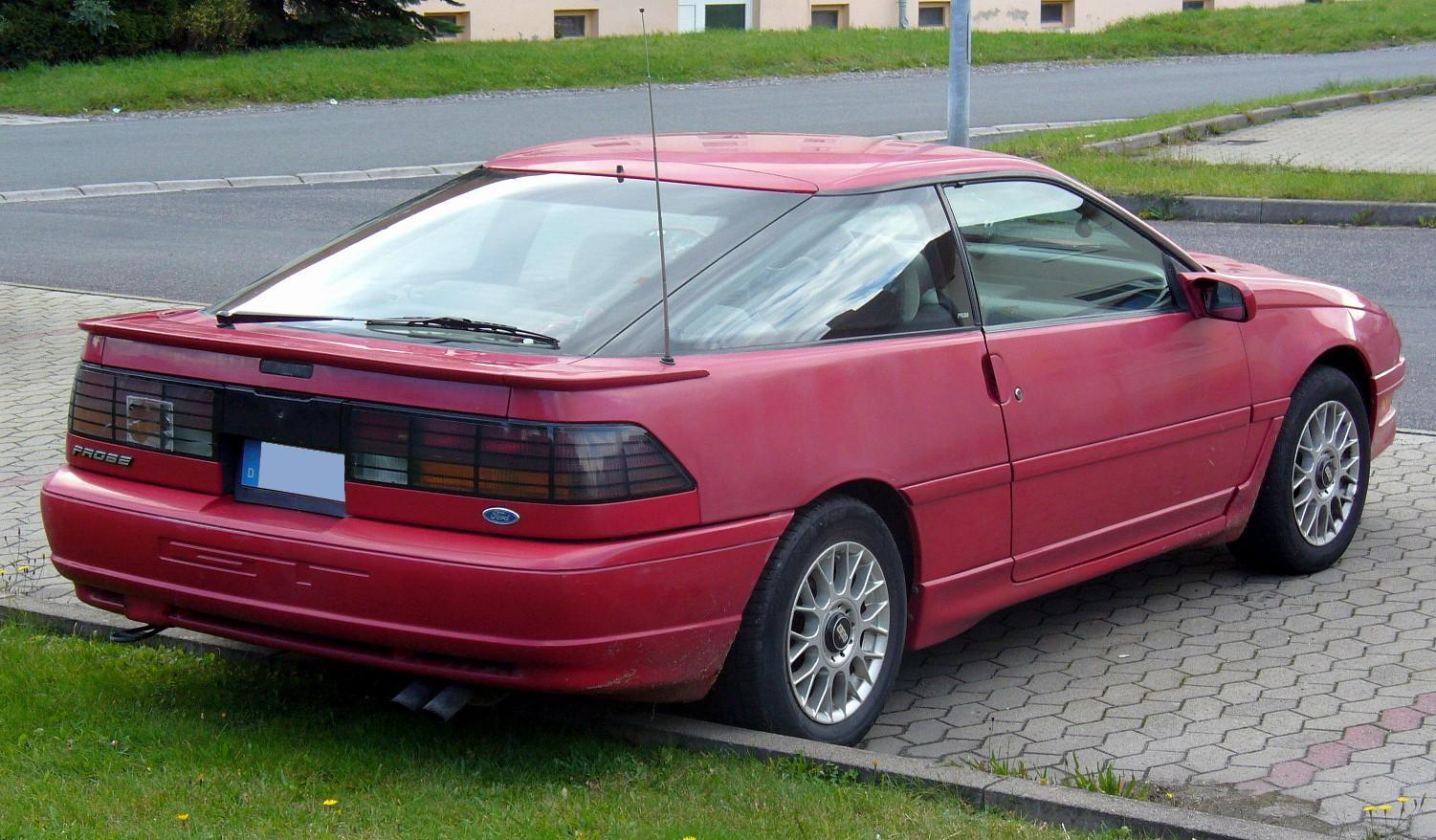
Probe GT

## Probe ’93 (1992–1997)
Die ab Oktober 1992 gefertigte und im Januar 1993 präsentierte zweite Modellgeneration des Probe (Modell T22), auch unter der Bezeichnung Probe II bekannt, wurde zunächst nicht für den europäischen Markt gebaut. Die zweite Generation ist ein typisches 2+2 Coupé mit Frontantrieb, das in zwei Versionen angeboten wurde: mit 2,0-Liter-Vierzylinder-16V und 85 kW (115 PS) sowie ein 2,5-Liter-V6-24V mit 120 kW (163 PS). In Nordamerika wurde das V6-Modell wie bereits zuvor als Ford Probe GT vermarktet.

Alle ab Juli 1993 in Deutschland beim Händler angebotenen Fahrzeuge wurden, wie beim Vorgängermodell, von Ford importiert und speziell für den deutschen Straßenverkehr umgerüstet. Erst Ende 1994 wurde eine EU-Version (basierend auf dem kanadischen Modell ECP) eingeführt, die es jedoch nur mit einem 5-Gang-Schaltgetriebe gab.

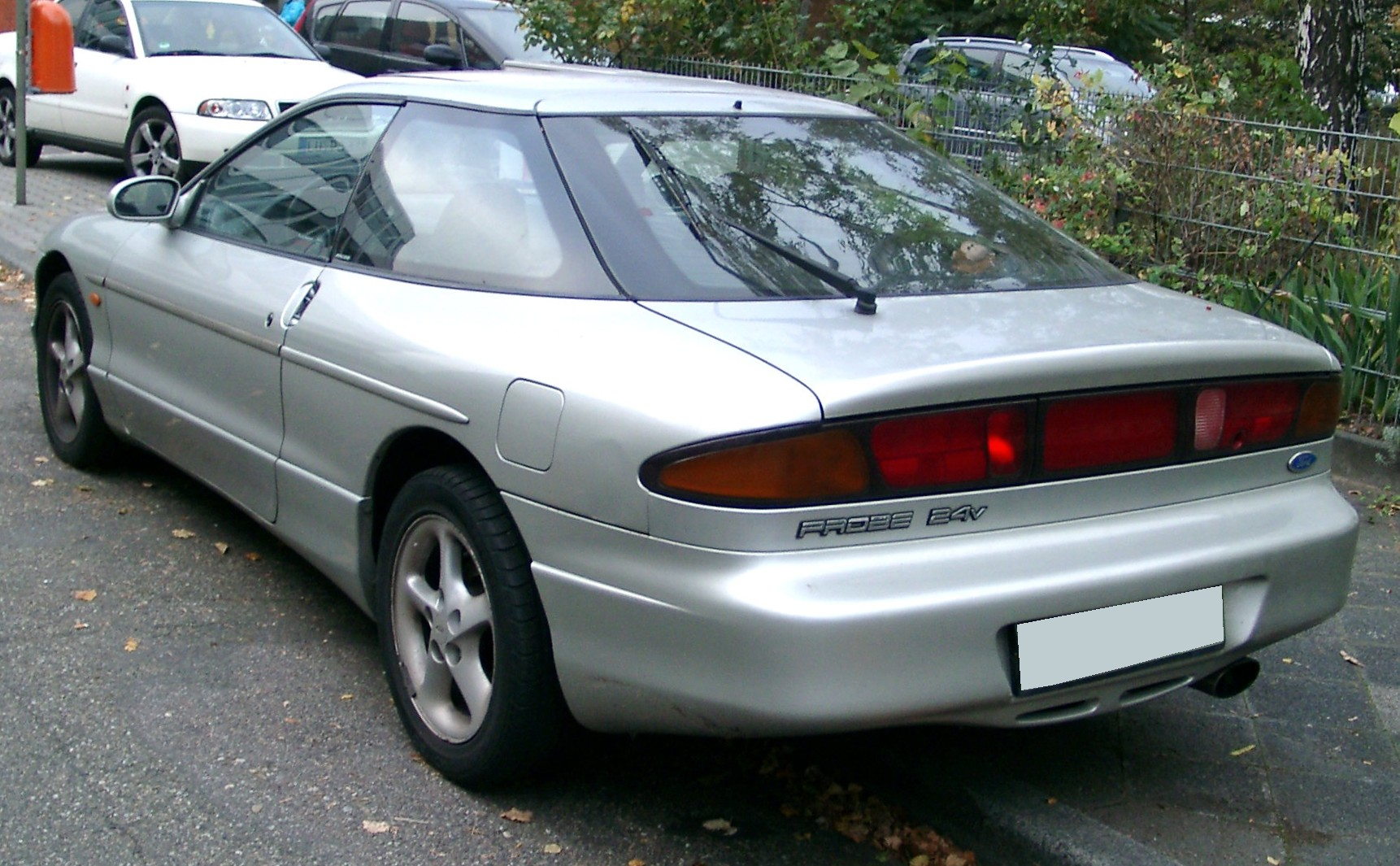
Heckansicht
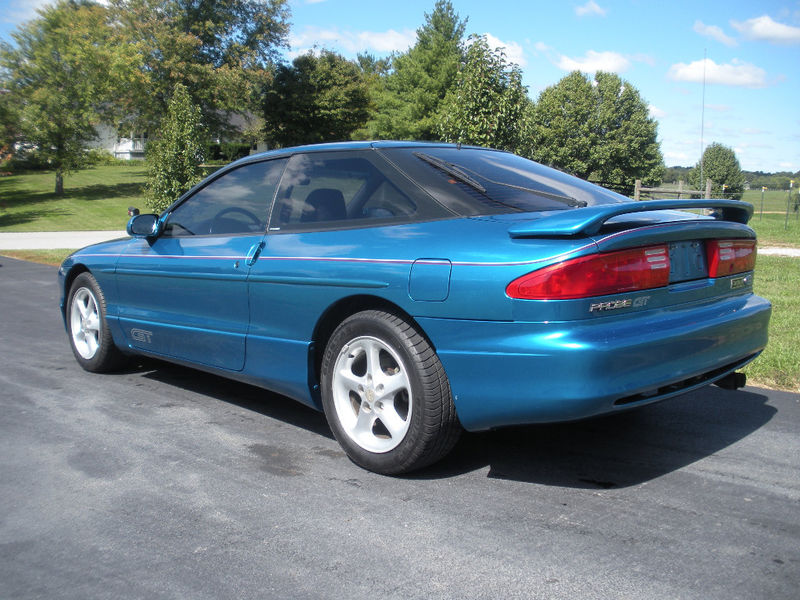
Ford Probe GT (US-Modell, 1992–1994)
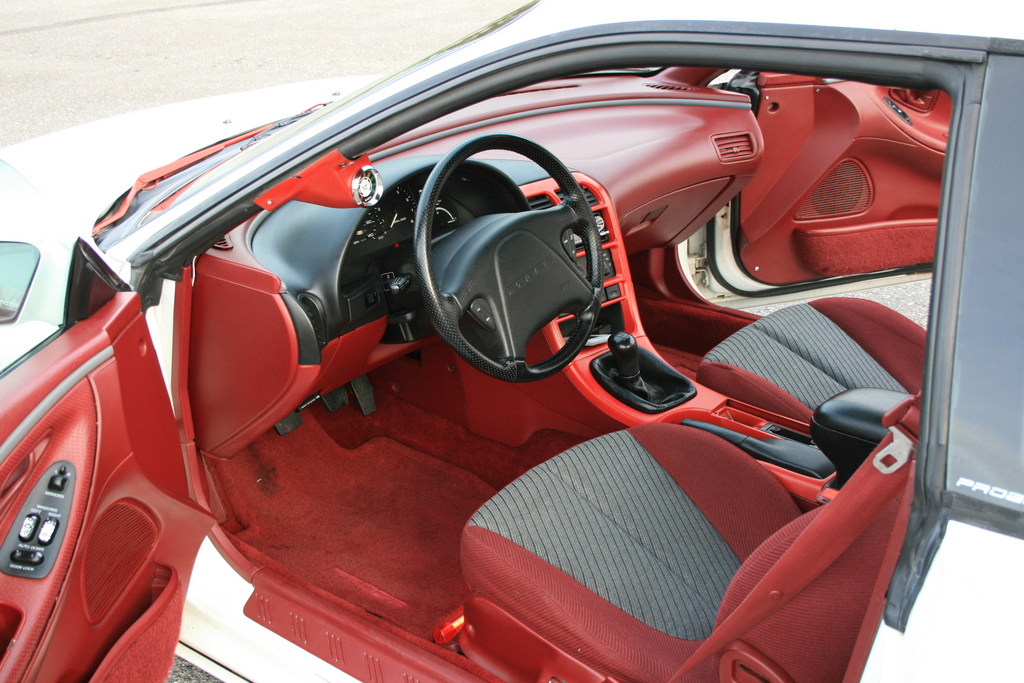
Probe GT Innenraum in Rot (1993)
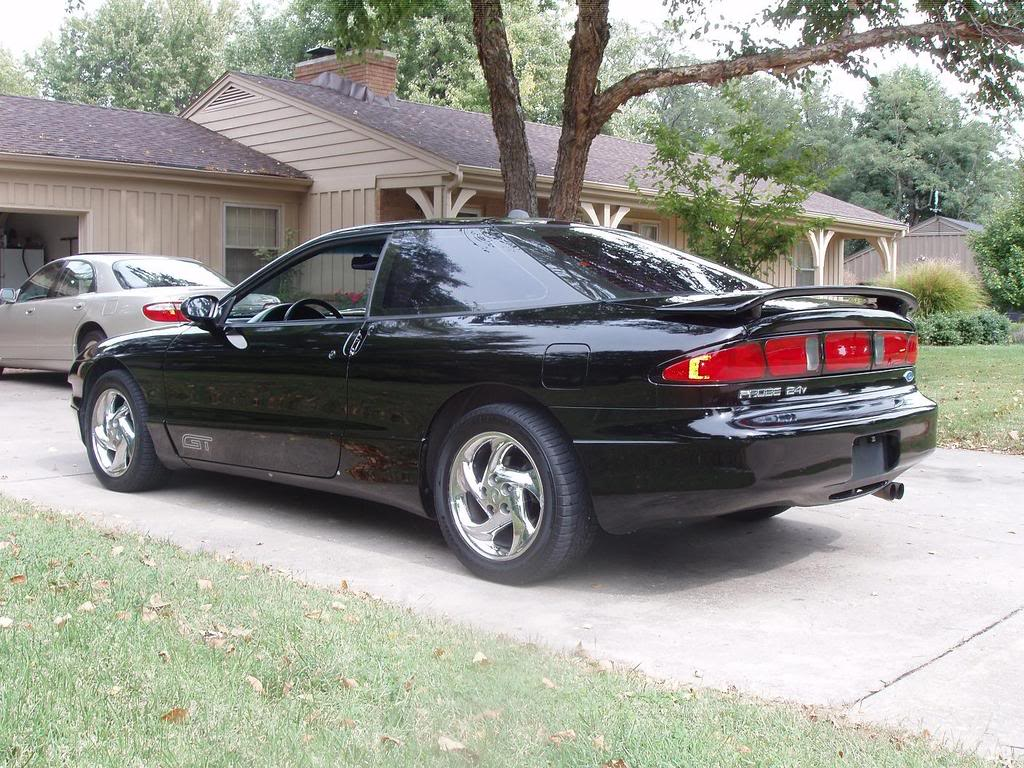
Ford Probe GT (US-Modell, 1994–1997)

### Motorisierungen
| Modell                | 2,0 l 16V                     | 2,5 l 24V                      |
| --------------------- | ----------------------------- | ------------------------------ |
| Bauzeitraum           | 12/1993–09/1997               | 10/1992–09/1997                |
| Hubraum               | 1991 cm³                      | 2497 cm³                       |
| Bauform/Zylinder      | R4                            | V6                             |
| Ventile               | 16                            | 24                             |
| Bohrung × Hub         | 83,0 × 92,0 mm                | 84,5 × 74,2 mm                 |
| Verdichtung           | 9,0 : 1                       | 9,2 : 1                        |
| Leistung              | 85 kW (115 PS) bei 5500 min−1 | 120 kW (163 PS) bei 5500 min−1 |
| Drehmoment            | 170 Nm bei 4500 min−1         | 216 Nm bei 4850 min−1          |
| Beschleunigung        | 10,6 s                        | 8,0 s                          |
| Höchstgeschwindigkeit | 204 km/h                      | 220 km/h                       |
| Kraftstoffbehälter    | 59 l (davon ca. 9 l Reserve)  | 59 l (davon ca. 9 l Reserve)   |
| Gewicht               | 1215 kg                       | 1280–1295 kg                   |

Sowohl der Vierzylinder-Reihenmotor als auch der V6-Motor erfüllte bis 1994 die Abgasnorm Euro 1, ab 1995 dann Euro 2.

### Räder und Bereifung
16V – 6J × 15 Leichtmetallräder mit 205/55 R15
24V – 7J × 16 Leichtmetallräder mit 225/50 R16

### Ausstattung
Die Ausstattung war ähnlich umfangreich wie bei der ersten Modellgeneration, neben einer Servolenkung verfügte der Wagen über eine Zentralverriegelung, elektrische Fensterheber, ein höhenverstellbares Lederlenkrad, Lederschaltknauf, beheizbare und elektrisch verstellbare Außenspiegel und Scheibenwischer mit variablem Wischerintervall. Im Innenraum gab es Sportsitze vorn mit Lendenwirbelstütze, eine geteilt umklappbare Rücksitzbank (50:50) und beim Sechszylinder-Modell eine Klimaanlage. Ab 1994 verfügte der Wagen zudem über eine Alarmanlage mit Wegfahrsperre, eine Digitaluhr und Seitenblinkern in den vorderen Kotflügeln. Die serienmäßige Sicherheitsausstattung bestand aus ABS und einem Fahrerairbag, ab 1994 gab es auch einen Beifahrerairbag serienmäßig. Des Weiteren gehörte eine Audioanlage mit Stereo-Radio-Cassettengerät 2006 mit vier Lautsprechern und elektrischer Antenne zur serienmäßigen Ausstattung.
Gegen Aufpreis gab es Metallic-Lackierung, ein elektrisches Schiebedach und ab 1995 einen in Wagenfarbe lackierten Heckspoiler, eine Lederausstattung beim Sondermodell Medici sowie eine FCKW-freie Klimaanlage beim Probe 16V.

### Farben
Der Probe II wurde zunächst in folgenden Lackierungen angeboten: Weiß, Rio-Rot und Schwarz, Silber-Metallic, Calypso-Grün-Metallic, Electric-Blau-Metallic. In den folgenden Jahren änderte sich die Farbpalette wie folgt: Rio-Rot und Schwarz, Laser-Rot-Metallic, Space-Blau-Metallic, Opal-Grün-Metallic, Eis-Silber-Metallic.